# Eleccions legislatives daneses de 1981
Les eleccions legislatives daneses de 1981 se celebraren l'12 d'agost de 1981. El partit més votat foren els socialdemòcrates i Anker Jørgensen formà un govern en solidari, però el 1982 hagué de dimitir i es formà un govern de coalició del Partit Popular Conservador amb Venstre, dirigit per Poul Schlüter.
| Partit                           | Líder                  | Vots           | %              | Escons         | +/-            |                |
| -------------------------------- | ---------------------- | -------------- | -------------- | -------------- | -------------- | -------------- |
| Socialdemokratiet                | Anker Jørgensen        | 1,026,726      | 32.9           | 59             | -9             |                |
| Det Konservative Folkeparti      | Poul Schlüter          | 451,478        | 14.5           | 26             | +4             |                |
| Socialistisk Folkeparti          | Gert Petersen          | 353,373        | 11.3           | 21             | +10            |                |
| Venstre                          | Henning Christophersen | 353,280        | 11.3           | 20             | -2             |                |
| Fremskridtspartiet               | Mogens Glistrup        | 278,383        | 8.9            | 16             | -4             |                |
| Centrum-Demokraterne             | Erhard Jakobsen        | 258,522        | 8.3            | 15             | +9             |                |
| Det Radikale Venstre             | Niels Helveg Petersen  | 160,053        | 5.1            | 9              | -1             |                |
| Venstresocialisterne (Y)         |                        | 82,711         | 2.7            | 5              | -1             |                |
| Kristeligt Folkeparti            | Christian Christensen  | 72,174         | 2.3            | 4              | -1             |                |
| Danmarks Retsforbund (E)         |                        | 45,174         | 1.4            | 0              | -5             |                |
| Danmarks Kommunistiske Parti (K) |                        | 34,625         | 1.1            | 0              | -              |                |
| Kommunistike Arbejderparti (I)   |                        | 4,223          | 0.1            | 0              | 0              |                |
| Marxistisk-Leninistisk Parti (L) |                        | 2,034          | 0.1            | 0              | 0              |                |
| Participació                     | Participació           | 83,2%          | 83,2%          | 83,2%          | 83,2%          | 83,2%          |
| Font                             | Font                   | Folketinget.dk | Folketinget.dk | Folketinget.dk | Folketinget.dk | Folketinget.dk |